# Décès en 2002
Décès
- 1998
- 1999
- 2000
- 2001
- 2002
- 2003
- 2004
- 2005
- 2006

Cet article présente une liste de personnalités mortes au cours de l'année 2002 dont la date de décès précise est inconnue.
La liste des personnes référencées dans Wikipédia est disponible dans la page de la Catégorie:Décès en 2002

Les mois de l'année font l'objet de listes spécifiques :

## Date inconnue
| Nom                      | Activités                     | Âge          | Source |
| ------------------------ | ----------------------------- | ------------ | ------ |
| Francisca Fernández-Hall | Diplomate guatémaltèque       | 81           |        |
| Henk van Gemert          | peintre néerlandais           | 88 ou 89     | (nl)   |
| Janine Mongillat         | Artiste française             | 71, 72 ou 73 |        |
| Felicia Pacanowska       | peintre et graveuse polonaise | 94 ou 95     |        |